# Piratapuya
Le piratapuya (ou piratapuyo), aussi appelé wa’ikhana, est une langue tucanoane de la branche orientale, parlée en Amazonie, en Colombie et au Brésil dans le Vaupés, le long du cours inférieur de la rivière Papuri par 1 100 personnes. Les Piratapuya brésiliens parlent le plus souvent tucano.
Le piratapuya est très proche du wanano et en est parfois considéré un dialecte.

## Phonologie

### Voyelles
|         | Antérieure | Centrale | Postérieure |
| ------- | ---------- | -------- | ----------- |
| Fermée  | i [i]      | ɨ [ɨ]    | u [u]       |
| Moyenne | e [e]      |          | o [o]       |
| Ouverte |            | a [a]    |             |

### Consonnes
|               |               | Bilabiale | Dentale | Palatale | Vélaire | Glottale |
| ------------- | ------------- | --------- | ------- | -------- | ------- | -------- |
| Occlusives    | Sourdes       | p [p]     | t [t]   |          | k [k]   | ʔ [ʔ]    |
| Occlusives    | Sonores       | b [b]     | d [d]   |          | g [g]   |          |
| Fricatives    | Fricatives    |           | s [s]   |          |         | h [h]    |
| Liquides      | Liquides      |           | r [r]   |          |         |          |
| Semi-voyelles | Semi-voyelles | w [w]     |         | y [y]    |         |          |